# Municipio de Ingrams
El municipio de Ingrams (en inglés: Ingrams Township) es un municipio ubicado en el  condado de Johnston en el estado estadounidense de Carolina del Norte. En el año 2010 tenía una población de 7.016 habitantes.

## Geografía
El municipio de Ingrams se encuentra ubicado en las coordenadas 35°25′34.58″N 78°24′9.01″O / 35.4262722, -78.4025028.